# Saint-Martin-des-Champs (Bretagna)
Saint-Martin-des-Champs (bretone Sant-Martin-war-ar-Maez) è un comune francese di 5 032 abitanti situato nel dipartimento del Finistère nella regione della Bretagna.

## Società

### Evoluzione demografica
Abitanti censiti